# Pickens 200 1971
Pickens 200 1971 var ett stockcarlopp ingående i Nascar Winston Cup Series (nuvarande Nascar Cup Series) som kördes 26 juni 1971 på den 0,5 mile (804,672 meter) långa ovalbanan Greenville-Pickens Speedway i Easley, strax väster om Greenville i South Carolina. Totalt avverkades 100 miles (160,934 km) fördelat på 200 varv. Banunderlaget var dirt. Loppet vanns av Richard Petty i en Plymouth på tiden 1:23.00 körande för Petty Enterprises. Pettys snitthastighet uppgick till 74,297 mph. Han var vid målgång ensam förare på ledarvarvet, ett varv före tvåan Tiny Lund. Det var Pettys 129:e vinst av totalt 200 i karriären. Prispotten uppgick till 9 075 dollar, varav 1 500 dollar gick till segraren. Det var sista gången cup-serien gästade Greenville-Pickens Speedway.

## Resultat
| Plc     | Nr | Förare            | Team/ bilägare           | Konstruktör | Start | Varv | Ledda varv |
| ------- | -- | ----------------- | ------------------------ | ----------- | ----- | ---- | ---------- |
| 1       | 43 | Richard Petty     | Petty Enterprises        | Plymouth    | 2     | 200  | 89         |
| 2       | 55 | Tiny Lund         | John McConnell           | Dodge       | 4     | 199  | 4          |
| 3       | 90 | Bill Dennis       | Donlavey Racing          | Mercury     | 3     | 199  | 1          |
| 4       | 64 | Elmo Langley      | Langley-Woodfield Racing | Ford        | 8     | 197  | 0          |
| 5       | 30 | Walter Ballard    | Ballard Racing           | Ford        | 16    | 197  | 0          |
| 6       | 45 | Bill Seifert      | Seifert Racing           | Ford        | 12    | 194  | 0          |
| 7       | 79 | Frank Warren      | Warren Racing            | Dodge       | 18    | 189  | 0          |
| 8       | 34 | Wendell Scott     | Scott Racing             | Ford        | 21    | 189  | 0          |
| 9       | 24 | Cecil Gordon      | Gordon Racing            | Mercury     | 13    | 189  | 0          |
| 10      | 7  | Dean Dalton       | Dalton Racing            | Ford        | 27    | 188  | 0          |
| 11      | 32 | Marv Acton        | Team SABCO               | Plymouth    | 7     | 187  | 0          |
| 12      | 48 | James Hylton      | Hylton Engineering       | Ford        | 15    | 187  | 0          |
| 13      | 25 | Jabe Thomas       | Robertson Racing         | Plymouth    | 26    | 183  | 0          |
| 14      | 10 | Bill Champion     | Champion Racing          | Ford        | 6     | 180  | 0          |
| 15      | 13 | Eddie Yarboro     | Eddie Yarboro            | Plymouth    | 45    | 179  | 0          |
| 16      | 8  | Ed Negre          | Negre Racing             | Ford        | 10    | 169  | 0          |
| 17      | 41 | Ken Meisenhelder  | Ken Meisenhelder         | Chevrolet   | 24    | 160  | 0          |
| 18      | 26 | Earl Brooks       | Brooks Racing            | Ford        | 19    | 123  | 0          |
| 19      | 06 | Neil Castles      | Neil Castles             | Dodge       | 14    | 108  | 0          |
| 20      | 12 | Bobby Allison     | Holman Moody             | Ford        | 1     | 108  | 106        |
| 21      | 19 | Henley Gray       | Gray Racing              | Ford        | 23    | 110  | 0          |
| 22      | 74 | Bill Shirey       | Bill Shirey              | Plymouth    | 11    | 92   | 0          |
| 23      | 96 | Richard Childress | Garn Racing              | Chevrolet   | 17    | 77   | 0          |
| 24      | 70 | J.D. McDuffie     | McDuffie Racing          | Mercury     | 9     | 60   | 0          |
| 25      | 67 | Dick May          | Ron Ronacher             | Ford        | 22    | 60   | 0          |
| 26      | 40 | D.K. Ulrich       | Jasper Motorsports       | Ford        | 20    | 32   | 0          |
| 27      | 4  | John Sears        | John Sears               | Ford        | 5     | 31   | 0          |
| 28      | 58 | Robert Brown      | Allan Brown              | Chevrolet   | 28    | 31   | 0          |
| 29      | 05 | Ernest Eury       | Ernest Eury              | Chevrolet   | 29    | 1    | 0          |
| Källor: |    |                   |                          |             |       |      |            |